# Koulbila
Koulbila est un village du Burkina Faso, proche de Ouagadougou, la capitale, dans le département de Kadiogo.